# Artiom Lobov
Artiom Lobov est un pratiquant d'arts martiaux mixtes (MMA) russe, né le 11 août 1986 à Gorki en république socialiste fédérative soviétique de Russie. Finaliste de The Ultimate Fighter 22 après une carrière en Europe notamment dans la promotion de Cage Warriors, il entre à l'Ultimate Fighting Championship (UFC). Vainqueur à l'UFC 202 de Chris Avila puis de Teruto Ishihara (en) en novembre 2016, il est battu par Cub Swanson dans le combat principal de la soirée de l'UFC du 22 avril 2017. Entraîné par Conor McGregor à l'Ultimate Fighter, il est resté ami et partenaire d'entraîneur du combattant irlandais. Son combat à l'UFC 223 est annulé à la suite de son implication dans une altercation avec McGregor,.